# 平山正人
平山 正人（ひらやま まさひと、1956年2月7日 - ）は、大阪府大阪市東淀川区出身の元プロ野球選手（投手）。

## 来歴・人物
PL学園高では2年生の時、控え投手として1972年春の選抜に出場。2回戦では高知商業高と対戦し、左翼手、五番打者として先発出場。またリリーフで甲子園初登板を果たすが1-3で敗退した。翌1973年は右翼手、控え投手として夏の甲子園府予選決勝に進むが、有田二三男、岡田彰布、慶元秀章らのいた北陽高に惜敗、甲子園出場を逸する。高校同期に立野政治がいた。
1973年のドラフト会議で南海ホークスから4位指名されるが拒否し、社会人野球の新日本製鐵堺へ入団した。1976年に都市対抗野球に出場。
1976年のドラフト会議で阪急ブレーブスから4位指名され入団。1年目の1977年に、10月7日の最終戦で近鉄バファローズを相手に初登板初先発を果たすが、その後は登板機会がなく1979年にわずか3年で引退した。
左オーバースローの本格派でストレートと縦の大きなカーブを武器とした。

## 詳細情報

### 年度別投手成績
| 年 度    | 球 団    | 登 板 | 先 発 | 完 投 | 完 封 | 無 四 球 | 勝 利 | 敗 戦 | セ 丨 ブ | ホ 丨 ル ド | 勝 率 | 打 者 | 投 球 回 | 被 安 打 | 被 本 塁 打 | 与 四 球 | 敬 遠 | 与 死 球 | 奪 三 振 | 暴 投 | ボ 丨 ク | 失 点 | 自 責 点 | 防 御 率 | W H I P |
| -------- | -------- | ----- | ----- | ----- | ----- | -------- | ----- | ----- | -------- | ----------- | ----- | ----- | -------- | -------- | ----------- | -------- | ----- | -------- | -------- | ----- | -------- | ----- | -------- | -------- | ------- |
| 1977     | 阪急     | 1     | 1     | 0     | 0     | 0        | 0     | 1     | 0        | --          | .000  | 27    | 4.0      | 9        | 2           | 6        | 0     | 0        | 1        | 1     | 0        | 6     | 6        | 13.50    | 3.75    |
| 通算:1年 | 通算:1年 | 1     | 1     | 0     | 0     | 0        | 0     | 1     | 0        | --          | .000  | 27    | 4.0      | 9        | 2           | 6        | 0     | 0        | 1        | 1     | 0        | 6     | 6        | 13.50    | 3.75    |

### 記録
- 初登板・初先発登板：1977年10月7日、対近鉄バファローズ前期13回戦（阪急西宮球場）、4回6失点で敗戦投手

### 背番号
- 46 （1977年 - 1979年）